# Кадала
Кадала (рос. Кадала) — станція Читинського регіону Забайкальської залізниці Росії, розташована на дільниці Заудинський — Каримська між станціями Черновська (відстань — 11 км) і Чита I (11 км). Відстань до ст. Заудинський — 535 км, до ст. Каримська — 110 км.